# Die Küchenschlacht

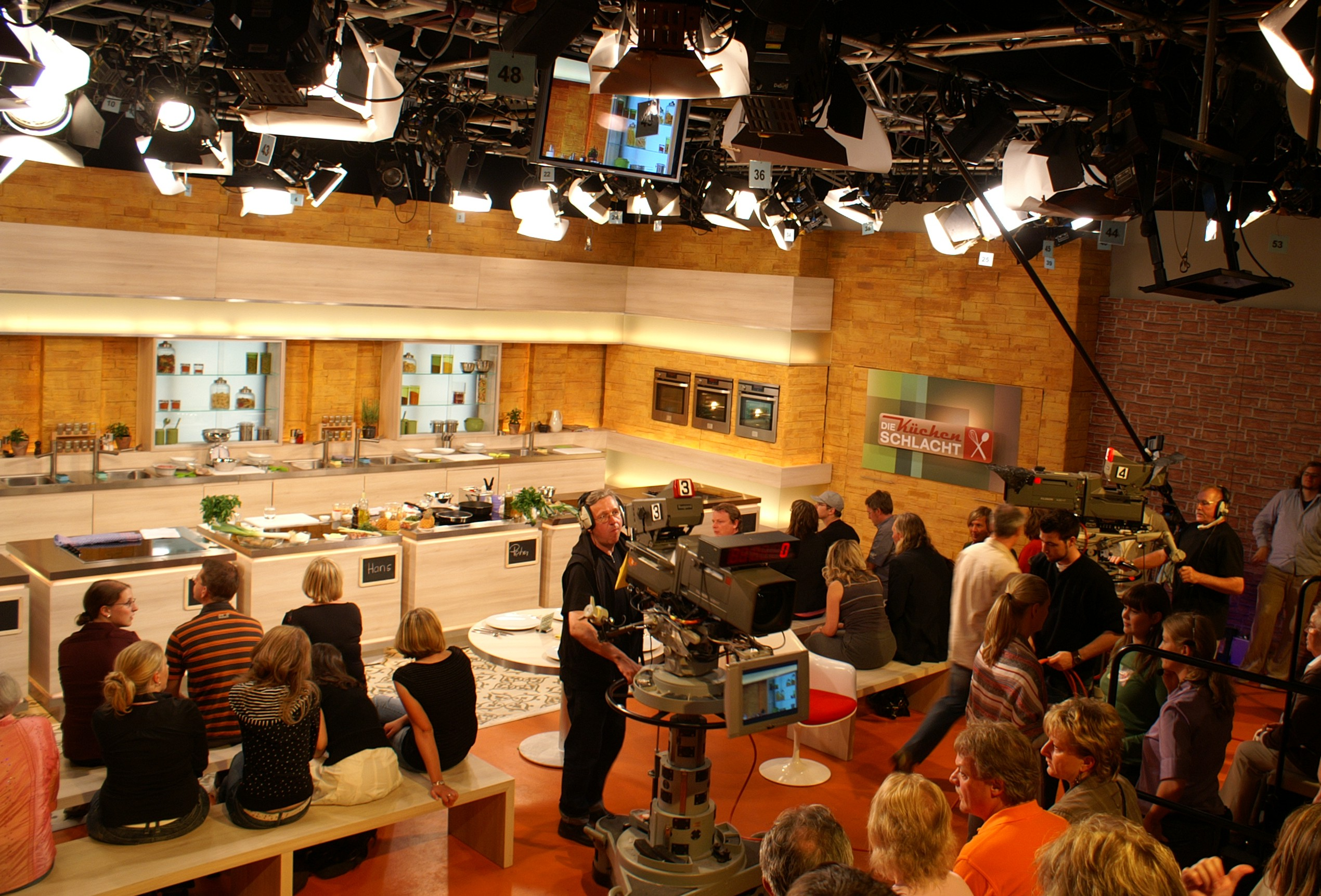
Ehemaliges Studio der Küchenschlacht in Hamburg-Rotherbaum

Die Küchenschlacht ist eine etwa 45-minütige Kochshow, die seit dem 14. Januar 2008 von Montag bis Freitag im ZDF ausgestrahlt wird.
Bis zum 5. August 2017 wurde samstagvormittags zusätzlich Die Küchenschlacht – der Wochenrückblick gezeigt. In den meist zweistündigen Sendungen wurden die fünf Wochentage zusammengefasst. Als Off-Sprecher fungierte hier Tom Vogt. Am 17. August 2019 kehrte die Zusammenfassung am Samstagnachmittag für sechs Wochen zurück. Hier war Constantin von Westphalen der Off-Sprecher.

## Ablauf
Je Sendewoche treten sechs Hobbyköche in einer Art Ausscheidungswettkampf gegeneinander an. Montags kochen die Kandidaten ihr Lieblingsgericht, dienstags eine Vorspeise, mittwochs ein vegetarisches Gericht, am Donnerstag im Vorfinale ein zum vorgegebenen Motto passendes Gericht und am Freitag ein Gericht nach Rezept des jeweils moderierenden prominenten Kochs. Am Ende jeder Sendung entscheidet ein weiterer Fernsehkoch in einer Verkostung, welcher der Kandidaten auszuscheiden hat. Die Verbliebenen treten in der nächsten Sendung erneut gegeneinander an. Zeitweilig durfte der Wochengewinner als Preis in der Sendung Kerner kocht bzw. Lanz kocht! neben einigen prominenten Berufsköchen ein Gericht zubereiten, dann wurde er nur noch in der Sendung von den Fernsehköchen bekocht. Nach Einstellung der Sendung Lanz kocht! winkte dem Gewinner als Preis die Anwesenheit in der Sendung Lafer! Lichter! Lecker! Er wurde in dieser dann von Horst Lichter und Johann Lafer bekocht. 
In den Studios Phoenixhof der Fernsehmacher GmbH & Co. KG in Hamburg werden pro Aufzeichnungsstaffel an fünf bis sechs aufeinander folgenden Tagen die Sendungen für bis zu fünf Ausstrahlungswochen aufgezeichnet und teils Wochen später gesendet. Zwischen den Aufzeichnungen für zwei Sendetage liegt oft nur etwa eine Stunde.
Seit dem 15. April 2024 wird die Sendung im neugestalteten Studio produziert. Die Kochstelle der Moderatoren ist nicht mehr vorhanden. Die Arbeitsfläche der einzelnen Kandidaten-Kochstellen wurde vergrößert. Das Studio ist barrierefrei gestaltet. Eine Kochstelle kann innerhalb von zehn Minuten für rollstuhlfahrende Kandidaten umgebaut werden.

## Jahressieger
Seit 2015 treten alle sechs Wochen die jeweiligen Wochensieger in einer Qualifikationswoche, der sogenannten „ChampionsWeek“, gegeneinander an. Die sechs Sieger dieser Wochen kochen dann am Ende des Jahres in der Finalwoche gegeneinander. Der Jahressieger (Küchenschlacht-Hobbykoch des Jahres) gewinnt ein Preisgeld in Höhe von 25.000 Euro. 2022 wurde das Jahresfinale vom 19. bis 23. Dezember mit Moderator Nelson Müller ausgestrahlt. Das Jahresfinale 2023 fand vom 20. bis 24. November mit Moderator Johann Lafer statt. Nelson Müller moderierte das Jahresfinale 2024 vom 25. bis 29. November.
- 2015: Michi Reich
- 2016: Graziella Macri
- 2017: Lena Ringwald
- 2018: Jan Klose
- 2019: Lubina Jeschke
- 2020: Simon Maus
- 2021: Julia Riedmüller
- 2022: Dennis Straubmüller
- 2023: Sabine Waltner
- 2024: Anneke Bohlen

## Variationen

### Auf hoher See
2009 sendete Die Küchenschlacht zwei Wochen von Bord eines Kreuzfahrtschiffes aus dem Mittelmeer.

### Die Kinder-Küchenschlacht
In den Jahren 2009 bis 2011 gab es zudem in unregelmäßigen Abständen den Ableger Die Kinder-Küchenschlacht. In jeder Sendung kochten fünf Kinder ihre Lieblingsgerichte. Am Ende dieser Sendungen entschied ein Fernsehkoch in einer Verkostung, welcher der Kandidaten als Sieger hervorgeht und die Teilnahme an einem Kochkurs gewinnt. Diese Spezialausgaben wurden meist samstagnachmittags, aber auch auf dem normalen Sendeplatz ausgestrahlt, wenn aufgrund von Programmänderungen keine fünftägige Ausstrahlung möglich war.
2019 und 2021 wurde nach langer Pause wieder Die Kinder-Küchenschlacht mit jeweils vier Kandidaten gezeigt. Zum 75-jährigen Jubiläum von UNICEF 2021 wurde das tägliche Preisgeld von jeweils 1000 Euro an das Kinderhilfswerk gespendet.

### Adventswochen
Unter dem Motto „Coming home for cooking“ kommen seit 2015 in der Adventszeit ehemalige Kandidaten ins Studio. Der jeweilige Wochengewinn geht an einen guten Zweck.

### Promiwochen
Seit 2016 messen sich unregelmäßig Prominente im Kochen. Die Wochengewinner spenden ein Preisgeld für einen guten Zweck.

### Spezialwochen mit Sterneköchen
Ab dem 23. März 2020 musste die Sendung den Umständen der COVID-19-Pandemie und den damit einhergehenden Einschränkungen – kein Publikum, Abstand halten usw. – angepasst werden. Es traten nicht wie gewohnt sechs Hobbyköche pro Woche, sondern drei Profiköche zur Küchenschlacht an. Der Juror vergab täglich drei Punkte für das beste Gericht, der zweite erhält zwei und der Drittplatzierte einen Punkt. Ab der Woche vom 4. bis 8. Mai wurde die Punktzahl am Finaltag mit 2, 4 und 6 Punkten verdoppelt. Am Ende der Woche wurde der Koch mit den meisten Punkten zum Sieger gekürt. Er erhielt 3000 Euro, die er für einen guten Zweck spendete. Bei Punktgleichstand wurde die Summe unter den Gewinnern aufgeteilt.
- Fett: Wochensieger

| Woche                 | Moderator(in)    | Köche                                                | Juror(in)        |
| --------------------- | ---------------- | ---------------------------------------------------- | ---------------- |
| 23.–27. Mär. 2020     | Cornelia Poletto | Christoph Rüffer, Karlheinz Hauser und Thomas Martin | Nelson Müller    |
| 30. Mär.–3. Apr. 2020 | Johann Lafer     | Björn Freitag, Nelson Müller und Mario Kotaska       | Christoph Rüffer |
| 20.–24. Apr. 2020     | Mario Kotaska    | Cornelia Poletto, Christoph Rüffer und Björn Freitag | Johann Lafer     |
| 4.–8. Mai 2020        | Nelson Müller    | Christoph Rüffer, Karlheinz Hauser und Thomas Martin | Cornelia Poletto |
| 11.–15. Mai 2020      | Johann Lafer     | Mario Kotaska, Ralf Zacherl und Martin Baudrexel     | Nelson Müller    |
| 25.–29. Mai 2020      | Björn Freitag    | Nelson Müller, Cornelia Poletto und Robin Pietsch    | Johann Lafer     |
| 2.–5. Juni 2020       | Alfons Schuhbeck | Cornelia Poletto, Johann Lafer und Ali Güngörmüş     | Christoph Rüffer |

Seit dem 22. Juni 2020 bestreiten wieder sechs Hobbyköche, ohne Publikum, die Sendung. Um den Mindestabstand einzuhalten, wurde aus der Kochzeile ein Halbkreis mit sieben einzelnen Kochstellen für die Kandidaten und den moderierenden Koch geformt.

### Jubiläumswoche zur 3000. Folge
Anlässlich der 3000. Folge am 1. Juni 2021 traten in der Woche vom 31. Mai bis zum 4. Juni (am 3. Juni keine Sendung wegen einer Sportübertragung) jeweils drei Profiköche zum Tagesmotto Warenkorb zur Küchenschlacht an. Moderiert wurden die Sendungen von den Moderatoren der ersten Staffel.
| Tag           | Moderator(in)    | Köche                                                   | Juroren          |
| ------------- | ---------------- | ------------------------------------------------------- | ---------------- |
| 31. Mai 2021  | Horst Lichter    | Sohyi Kim, Tarik Rose und Mario Kotaska                 | Steffen Henssler |
| 01. Juni 2021 | Johann Lafer     | Meta Hiltebrand, Björn Freitag und Robin Pietsch        | Karlheinz Hauser |
| 02. Juni 2021 | Alfons Schuhbeck | Cornelia Poletto, Ali Güngörmüş und Richard Rauch       | Thomas Martin    |
| 04. Juni 2021 | Sarah Wiener     | Alexander Herrmann, Ralf Zacherl und Alexander Kumptner | Christoph Rüffer |

### Spezialsendungen zum 15-jährigen Bestehen
Am 14. Januar 2008 lief die erste Ausgabe der Küchenschlacht im ZDF. Zu diesem Jubiläum gab es vom Montag, den 16. bis Mittwoch, den 18. Januar 2023 drei Spezialsendungen. Am 16. Januar leitete Cornelia Poletto die Sendung. Am Tag darauf war Nelson Müller der kochende Moderator. Zu Schluss am Mittwoch führte Johann Lafer durch die Sendung. Der anschließende Donnerstag und der Freitag fielen wegen Übertragungen vom Biathlon-Weltcup aus. Die speziellen Ausgaben wichen vom normalen Konzept ab und waren als „Küchenparty“ angelegt. Statt der normalen Kandidaten bereiteten sechs der Kochprofis und Juroren je ein Gericht aus ihrer Heimat unter dem Motto „Heimatküche“ zu. Auch die oder der Moderierende steuerten ein Gericht bei. Es gab keine Jurorenbewertungen. Der drehbare Tisch wurde vom Moderator gedreht und jeder der Köche aß das Gericht eines anderen Kochs bzw. Köchin. Das einfache Gericht der Moderatoren galt als „Niete“. Hinzu kamen Rückblicke auf die Geschichte und Geschichten der Küchenschlacht. In den 15 Jahren gab es über 3360 Folgen, rund 2380 Sendestunden, fast 4000 Hobbyköche und mehr als 13.000 Gerichte. Die Einschaltquoten stiegen in den letzten sechs Jahren stetig an. 2022 war das bisher erfolgreichste Jahr der Sendung. Im November des Jahres erzielte Alexander Kumptner mit 20,2 Prozent Marktanteil die bisher höchste Tagesquote der Sendung. Es wurde auch der beste Jahresschnitt mit 15,7 Prozent und der beste Wochenschnitt mit 18,3 Prozent, ebenfalls bei Alexander Kumptner, erzielt.
| Tag           | Moderator(in)                      | Köche und Gerichte |
| ------------- | ---------------------------------- | --- |
| 16. Jan. 2023 | Cornelia Poletto (Matschbrötchen)  | - Alexander Kumptner (Karamellisierter Mohnschmarrn mit Zwetschgenröster und Kürbiskernöl-Eis) - Thomas Martin (Muttis Kartoffelsalat mit gebackenem Kabeljau und Sauce tartare) - Christoph Rüffer (Hamburger Pannfisch mit grober Senfsauce, Bratkartoffeln "wie bei Muttern" und Gurkensalat) - Max Strohe (Kalbsleber Berliner Art goes Kölle Alaaf) - Milena Broger (Mit Sig gefüllte Topfenknödele und Holdermus) - Viktoria Fuchs (Maultaschen in der Brühe mit geschmolzenen Zwiebeln)                                 |
| 17. Jan. 2023 | Nelson Müller (Halve Hahn)         | - Sarah Henke (Korean Fried Chicken mit süßsaurem Rettich) - Robin Pietsch (Wirsingroulade mit Pilzrahmsauce und Kartoffeln) - Tarik Rose (Wild-Frikadelle mit Porree und Kartoffelstampf) - Björn Freitag (Winterspinat-Graupen mit warmem Eigelb, Räucherforelle und weißem Schaum) - Richard Rauch (Spagatkrapfen mit Preiselbeeren, Vogelbeeren und Vanille-Schlagobers) - Fabio Haebel (Cornflakes-Cordon-bleu mit grünem Salat)                                                                                          |
| 18. Jan. 2023 | Johann Lafer (Hackepeter-Brötchen) | - Ali Güngörmüş (Taboulehsalat mit Kadayif, Granatapfelkernen, Pistazien, Maulbeeren, Feta und Lammköfte) - Meta Hiltebrand (Käsefondue mit Dreierlei zum Tunken) - Karlheinz Hauser (Kalbstafelspitz mit Meerrettichsauce, Wirsing, Wurzelgemüse und Grenaille-Kartoffeln) - Ralf Zacherl (Fränkische Bratwurst mit Sauerkraut, Kartoffelpüree und Honigzwiebeln) - Mario Kotaska (Kölscher Flönzstrudel mit Apfel-Meerrettich-Gemüse) - Zora Klipp (Ziegenkäsekuchen mit karamellisierten Zwiebeln und Feigen-Walnuss-Salat) |

### Zwischen Weihnachten und Silvester 2023
Vom 27. bis 29. Dezember 2023 wurden drei Folgen mit Profiköchen ausgestrahlt. Am Ende wurde wieder der Tisch gedreht und die Köche bzw. Köchinnen aßen das Gericht eines anderen.
| Tag           | Moderator(in)                  | Köche und Gerichte |
| ------------- | ------------------------------ | --- |
| 27. Dez. 2023 | Johann Lafer „Reste vom Feste“ | - Johann Lafer (Lebkuchen-Knödel mit Glühweinsauce und Spekulatius-Crumble) - Cornelia Poletto (Gewürzenten-Tee mit Gyoza) - Max Strohe (Ragù von der Gans mit Pappardelle & Plätzchen-Tiramisu) - Thomas Martin (Gröstl von Semmelklößen und Rehrücken mit Rotkohlsalat, Gemüse-Vinaigrette und Meerrettich-Schmand) - Tarik Rose (Mit Rinderragout gefüllte Frühlingsrolle, Rotkohl-Ingwer-Salat, Rotkohlcreme und Miso-Mayonnaise) |
| 28. Dez. 2023 | Johann Lafer „Silvester-Party“ | - Johann Lafer (Mandel-Colada im Glas) - Nelson Müller (Jakobsmuschel "Camino de Santiago") - Richard Rauch (Beef tartare im Knusper-Stanitzel mit Krentopfen) - Zora Klipp (Rote-Bete-Tacos & Polenta Canapés mit gebratenen Pilzen & Karamellisierte Rübchen & Gougères mit Lauchbutter) - Mario Kotaska (Kurz gebeizte Lachsforelle mit Rievkooche und Honig-Senf-Dip) |
| 29. Dez. 2023 | Johann Lafer „Silvester-Menü“  | - Johann Lafer (Gruß aus der Küche: Crostini mit Räucherforelle) - Ralf Zacherl (Vorspeise: Gebratene Riesengarnelen auf Rote-Bete-Carpaccio mit Meerrettich-Schmand, Quinoa, Äpfeln und karamellisierten Sonnenblumenkernen) - Karlheinz Hauser (Zwischengang: Wolfsbarsch mit Zitronengras-Currysauce, jungem Lauch und Basilikum-Graupen) - Robin Pietsch (Hauptgang: Lackierter Schweinenacken mit Petersilienwurzelstampf, Rotkohlsalat und Rote Bete) - Alexander Kumptner (Dessert: Gekochter Grießstrudel mit Champagner-Zabaione, Zimtäpfeln und Butterbrösel) |

### Zwischen Weihnachten und Silvester 2024
Am 23., 27. und 30. Dezember 2024 werden drei Folgen mit Profiköchen ausgestrahlt. 
| Tag           | Moderator(in)                                            | Köche und Gerichte |
| ------------- | -------------------------------------------------------- | --- |
| 23. Dez. 2024 | Mario Kotaska „Weihnachtsmenü mit Mario Kotaska“         | - Mario Kotaska ("Angels on horseback": Austern im Speckmantel mit Selleriepüree) - Richard Rauch (Vorspeise: Bouillabaisse mit Sauce Rouille) - Tarik Rose (Zwischengang: Geräucherter Kürbis mit Apfel-Vinaigrette, Burratini, Salzapfel und Petersilien-Öl) - Maurizio Oster (Hauptgang: Entenbrust mit Lebkuchensauce, gebratenem Rosenkohl und Pastinakenpüree) - Robin Pietsch (Dessert: Spekulatius-Topfenknödel mit Bratapfel-Relish und Kardamom-Baiser)                                                                    |
| 27. Dez. 2024 | Cornelia Poletto „Silvester-Buffet mit Cornelia Poletto“ | - Cornelia Poletto (Cocktail "Godmother") - Thomas Martin (Spicy Surf & Turf: Rinderfiletwürfel mit Curry und Tamarinde & Gebackene Riesengarnele mit Limette und Koriander) - Zora Klipp (Selbstgemachtes Knäckebrot mit „Möhren-Lachs“, Dill-Frischkäsecreme und Gurkenkaviar) - Christoph Rüffer (Gegrillte Wachtelbrust mit Shiso-Salzpflaumencreme und spicy Gurkensalat) - Meta Hiltebrand (Schoko-Haselnuss-Lollis mit Apfel-Schoko-Dip)                                                                                      |
| 30. Dez. 2024 | Nelson Müller „Silvestermenü mit Nelson Müller“          | - Nelson Müller (Auster mit Apfel, Kaviar und Buttermilchsud) - Karlheinz Hauser (Vorspeise: Gebratener Lachs mit Fenchel und Pfirsich) - Milena Broger (Zwischengang: Geschmorte Sellerierolle mit Selleriepüree, Schnittlauch-Öl, Nussbutter und Kapern) - Ali Güngörmüş (Hauptgang: Auf der Haut gebratenes Hähnchen mit Ras-el-Hanout-Jus, Auberginen-Hummus und grünem Spargel) - Ralf Zacherl (Dessert: Kir Royal: Johannisbeer-Sorbet mit Champagner-Schaum, marinierten Blaubeeren und dehydrierten Himbeeren mit Cerealien) |

### Die Küchenschlacht XXL
Das ZDF strahlt am 3. September 2025 eine 90-minütige Ausgabe der Sendung zur Hauptsendezeit um 20:15 Uhr aus. Die Moderation übernimmt Zora Klipp. Das Konzept sieht vor, dass drei ehemalige Küchenschlacht-Kandidaten, einzeln wie auch in der Gruppe, gegen drei Küchenschlacht-Köche (Cornelia Poletto, Viktoria Fuchs und Johann Lafer) antreten. Verkostet und bewertet werden die Gerichte von weiteren Profiköchen der Sendung, wie u. a. Nelson Müller, Björn Freitag und Christoph Rüffer.

## Kochprofis

### Moderatoren
| Aktuelle Moderatoren  |                                                                                       |
| Johann Lafer          | seit 2008                                                                             |
| Nelson Müller         | seit 2010                                                                             |
| Cornelia Poletto      | 2010–2014, seit 2018                                                                  |
| Björn Freitag         | seit 2013                                                                             |
| Alexander Kumptner    | seit 2013                                                                             |
| Mario Kotaska         | seit 2014                                                                             |
| Robin Pietsch         | seit 2022                                                                             |
| Zora Klipp            | seit 2023                                                                             |
| Viktoria Fuchs        | seit 2025                                                                             |
| Ehemalige Moderatoren |                                                                                       |
| Sarah Wiener          | 02/2008 und 06/2021 einmalig (insgesamt 1 Woche)                                      |
| Alexander Herrmann    | 2008–2013 regelmäßig, 2014 einmalig, 08/2015–12/2016 regelmäßig (insgesamt 71 Wochen) |
| Steffen Henssler      | 2008–2010 regelmäßig und 07/2011 einmalig (insgesamt 19 Wochen)                       |
| Léa Linster           | 2009 vereinzelt und 04/2011 einmalig (insgesamt 5 Wochen)                             |
| Ali Güngörmüş         | 2012–2013 vereinzelt (insgesamt 4 Wochen)                                             |
| Kolja Kleeberg        | 2008–2012 regelmäßig und 2014 einmalig (insgesamt 19 Wochen)                          |
| Horst Lichter         | 2008–2015 regelmäßig und 05/2021 einmalig (insgesamt 67 Wochen)                       |
| Christian Lohse       | 2017 regelmäßig und 2018 vereinzelt (insgesamt 9 Wochen)                              |
| Alfons Schuhbeck      | 2008–2022 regelmäßig (insgesamt 117 Wochen)                                           |

### Juroren

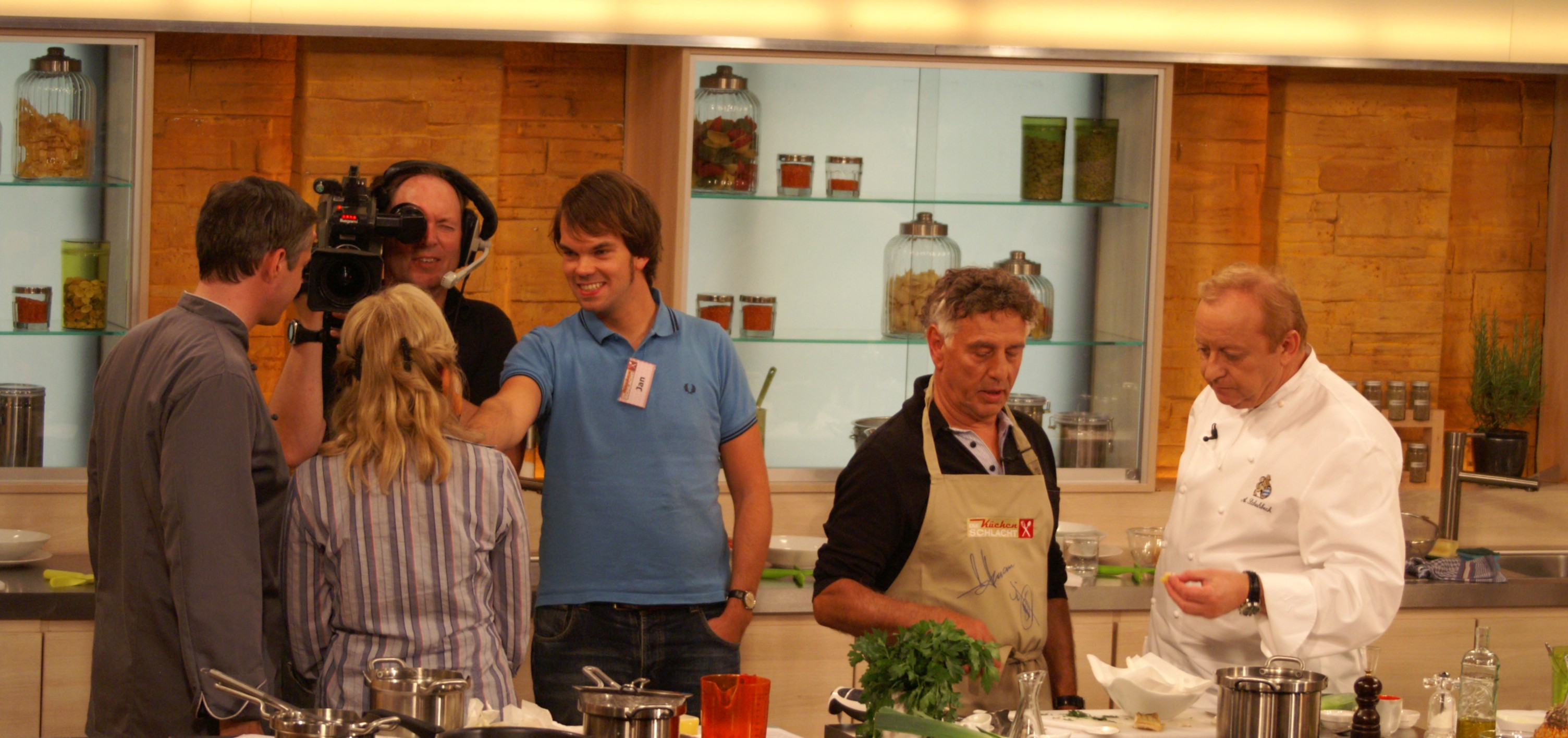
Alexander Herrmann und Alfons Schuhbeck nach der Aufzeichnung einer Sendung im Juli 2008

Alle Moderatoren sind auch als Juroren tätig.
| Juror/-in                                        |
| ------------------------------------------------ |
| Ilse Aigner (1000. Sendung)                      |
| Martin Baudrexel                                 |
| Alfred Biolek (500. Sendung)                     |
| Stefan Marquard                                  |
| Lydia Fikus (2008)                               |
| Martina Kömpel (2008)                            |
| Frank Rosin (2008)                               |
| Kim Sohyi (2008–2009)                            |
| Sören Anders (2011)                              |
| René Schudel (07/2011–10/2011)                   |
| Frank Oehler (07/2011–12/2011)                   |
| Ole Plogstedt (09/2011–12/2011)                  |
| Sybille Schönberger (09/2011–2014, seit 06/2018) |
| Susanne Vössing (seit 04/2013)                   |
| Andreas C. Studer                                |
| Ralf Zacherl (seit 2008)                         |
| Frank Buchholz (seit 01/2014)                    |
| Karlheinz Hauser (seit 08/2014)                  |
| Ivo Adam (seit 03/2015)                          |
| Franz Schned (seit 03/2015)                      |
| Christoph Rüffer (seit 03/2015)                  |
| Thomas Martin (seit 2016)                        |
| Maria Groß (seit 03/2016)                        |
| Meta Hiltebrand (seit 03/2016)                   |
| Brian Bojsen (seit 08/2016)                      |
| Markus Semmler                                   |
| Tarik Rose (seit 06/2017)                        |
| Richard Rauch (seit 09/2017)                     |
| Johanna Maier (seit 11/2017)                     |
| Julia Komp (seit 05/2018)                        |
| Jan Hartwig (seit 01/2019)                       |
| Sarah Henke (seit 03/2019)                       |
| Dieter Müller (seit 08/2019)                     |
| Dirk Luther (seit 01/2020)                       |
| Tristan Brandt (seit 05/2021)                    |
| Milena Broger (seit 02/2022)                     |
| Max Strohe (seit 05/2022)                        |
| Maurizio Oster (seit 09/2022)                    |
| Fabio Haebel (seit 09/2022)                      |
| Sally Özcan (seit 03/2023)                       |
| Titti Qvarnström (seit 05/2024)                  |
| Marco Müller (seit 11/2024)                      |
| Alina Meissner Bebrout (seit 06/2025)            |